# Torneo de Eastbourne 2023
El Torneo de Eastbourne 2023, también conocido como el Rothesay International 2023, fue un torneo de tenis perteneciente al ATP Tour 2023 en la categoría ATP Tour 250, y a la WTA Tour 2023 en la categoría WTA 500. El torneo se jugó sobre las canchas de césped del Devonshire Park Lawn Tennis Club en la ciudad de Eastbourne (Gran Bretaña) desde el 26 de junio hasta el 1 de julio de 2023.

## Distribución de puntos
| Modalidad            | Campeón | Finalista | Semifinales | Cuartos de final | 2ª ronda | 1ª ronda | Clasificados | 2ª ronda de clasificación | 1ª ronda de clasificación |
| Individual masculino | 250     | 165       | 100         | 50               | 25       | 0        | 13           | 7                         | 0                         |
| Dobles masculino     | 250     | 150       | 90          | 45               | 20       | 0        | -            | -                         | -                         |

| Modalidad           | Campeona | Finalista | Semifinales | Cuartos de final | 3ª ronda | 2ª ronda | 1ª ronda | Clasificadas | 2ª ronda de clasificación | 1ª ronda de clasificación |
| Individual femenino | 470      | 305       | 185         | 100              | 55       | 30       | 1        | 25           | 13                        | 1                         |
| Dobles femenino     | 470      | 305       | 185         | 100              | -        | -        | 1        | -            | -                         | -                         |

## Cabezas de serie

### Individuales masculino
| Tenista                 | Ranking | Preclasificado |
| Taylor Fritz            | 8       | 1              |
| Tommy Paul              | 15      | 2              |
| Álex de Miñaur          | 18      | 3              |
| Francisco Cerúndolo     | 19      | 4              |
| Nicolás Jarry           | 28      | 5              |
| Tomás Martín Etcheverry | 30      | 6              |
| Lorenzo Sonego          | 39      | 7              |
| Miomir Kecmanović       | 40      | 8              |
| Botic van de Zandschulp | 41      | 9              |

- Ranking del 19 de junio de 2023.[3]

### Dobles masculino
| Tenista                    | Ranking | Preclasificado |
| Ivan Dodig Austin Krajicek | 8       | 1              |
| Rajeev Ram Joe Salisbury   | 10      | 2              |
| Hugo Nys Jan Zieliński     | 19      | 3              |
| Nikola Mektić Mate Pavić   | 34      | 4              |

### Individuales femenino
| Tenista             | Ranking | Preclasificado |
| Elena Rybakina      | 3       | 1              |
| Caroline Garcia     | 4       | 2              |
| Jessica Pegula      | 5       | 3              |
| Ons Jabeur          | 6       | 4              |
| Cori Gauff          | 7       | 5              |
| María Sákkari       | 8       | 6              |
| Petra Kvitová       | 9       | 7              |
| Beatriz Haddad Maia | 10      | 8              |
| Daria Kasatkina     | 11      | 9              |
| Barbora Krejčíková  | 12      | 10             |

- Ranking del 19 de junio de 2023.[4]

### Dobles femenino
| Tenista                            | Ranking | Preclasificado |
| Cori Gauff Jessica Pegula          | 7       | 1              |
| Nicole Melichar Ellen Perez        | 17      | 2              |
| Desirae Krawczyk Demi Schuurs      | 24      | 3              |
| Lyudmyla Kichenok Jeļena Ostapenko | 31      | 4              |

## Campeones

### Individual masculino
Francisco Cerúndolo venció a  Tommy Paul por 6-4, 1-6, 6-4

### Individual femenino
Madison Keys venció a  Daria Kasátkina por 6-2, 7-6(15-13)

### Dobles masculino
Nikola Mektić /  Mate Pavić vencieron a  Ivan Dodig /  Austin Krajicek por 6-4, 6-2

### Dobles femenino
Desirae Krawczyk /  Demi Schuurs vencieron a  Nicole Melichar /  Ellen Perez por 6-2, 6-4